# Мананнан
Мананнан Мак Лир — в ирландской мифологии владыка моря, живущий в Эмайн Аблах (дословно Яблоневый Эмайн, Яблочное имение), Стране Вечной Юности. Предположительно его имя родственно названию острова Мэн, расположенном в Ирландском море на равном удалении от Шотландии, Ирландии и Уэльса. Обычно Мананнан изображается на своём волшебном коне Аонабрре (Роскошная Грива), способном обгонять весенние ветры и мчаться как по суше, так и по волнам. Мананнан Мак Лир (т. е. Мананнан сын Лира) стоит особняком от остальных сидов, поскольку в более ранних текстах он не упоминается: ни при перечислении имён Туата Де Дананн, ни в повествованиях о двух битвах при Маг Туиред. Впервые он упоминается в «Путешествии Брана», а в более поздних текстах он причислен к Туата Де Дананн и проводит инициацию короля Кормака. Иногда Мананнана путают с богом по имени Манауидан Фаб Ллир, супругом валлийской богини Рианнон. Мананнан Мак Лир был весьма заметным персонажем пантеона, способным, в частности, устраивать бури на море и губить корабли незваных гостей. Кроме того, его образ ассоциировался с колдовством и чародейством.

## Мананнан — владыка моря
Жизнь ирландцев во многом зависела от моря, так что было бы странно не встретить у них морского бога. Встречающиеся в мифах намёки позволяют предположить, что у них было несколько таких божеств, но только Мананнан, сын Лира, так же морского божества, отчётливо прорисован как владыка моря. Его называли «всадником вздымающихся волн моря», а сами волны — «его скакунами». В другом месте сказано, что когда море волнуется — это «длинные локоны жены Мананнана поднимаются и опускаются». Домом бога считалась Эмайн Аблах, в других местах эту роль играет остров Мэн. Кроме удивительного коня, у Мананнана была удивительная ладья, «летящая по волнам», которая повиновалась мысли того, кто сидит в ней, был у него и магический арсенал, в частности, два копья, прозванных Желтое древко и Красный дротик, меч по прозвищу Мститель, который не переставал сокрушать врагов, а также два других меча, именовавшиеся Большой демон и Малый демон. Никакое, даже самое грозное оружие не могло пробить его волшебную кольчугу и заколдованный панцирь, а на его шлеме ослепительно сверкали два магических самоцвета, ярких, как солнце. Торговцы почитали Мананнана как старейшину своей гильдии.

## Мананнан — владыка Сида
Это божество считалось также владыкой Страны Юности, в которой он жил за морем, и в которую, соответственно, мог сопроводить, как об этом рассказывается в «Путешествии Брана». Интересно, что в этом он тождественен другим легендарным владыкам Сида, королям фоморов, которые также жили за морем, в то время как остальные представители племен богини Дану и фоморов соответственно жили в Ирландии, в холмах, т.н. сидах. Среди прочих волшебных артефактов у Мананнана был волшебный плащ, который подобно океанской глади мог менять цвет и который делал его обладателя невидимым. Именно он, Мананнан, раздавал племенам богини Дану подобные плащи, делающие их также невидимыми. Некоторые исследователи представляют Мананнана как ставшего королём среди сидов после их поражения Сыновьям Миля, раздающего сиды, то есть холмы.

## Мананнан в мифах

### «Путешествие Брана»
В этой саге, сложившейся к VII в., Мананнан фигурирует в качестве провожатого Брана, едущего в Страну Женщин (так в саге назван Сид). Здесь Мананнан сообщает, что Туата Де Дананн иначе воспринимают мир. На месте моря, по которому ехал Бран, бог видел цветущие поля и равнины, леса, пастбища удивительного скота и невидимых коней.

### Мананнан и Кухулин
Однажды в Кухулина влюбилась Фанд, Жемчужина Красоты, супруга Мананнана. Сердце ирландского героя также воспылало любовью к женщине из Племени Богини Дану. Влюблённые договорились о встрече у Ибр-Кинд-Трахта, то есть «тисового дерева на краю побережья». Эмер, супруга Кухулина, очень ревновала мужа к возлюбленной из Другого Мира, поэтому она в сопровождении пятидесяти девушек, вооружённых ножами, явилась к месту встречи, чтобы убить Фанд. Между женщинами разгорелся спор о том, которая должна уступить. Фанд решила, что у Кухулина уже есть Эмер, а у Мананнана нет никого, поэтому она вернулась к своему супругу. Чтобы Фанд и ирландский герой больше никогда не встретились, владыка Другого Мира потряс своим плащом между влюблёнными (плащ символизировал море с его способностью отчуждать). Кухулин долго мучился, сгорая от любви к Фанд. Наконец друиды дали Эмер и её супругу напиток забвения, и пара забыла об этом эпизоде в их жизни.

### Мананнан и Кормак
Однажды Мананнан призвал в волшебную страну Кормака, когда тот искал свою пропавшую жену. Неожиданно опустился туман, а когда ирландец выбрался из дымки, он попал в гости к Мананнану, где владыка Сида открыл Кормаку некоторые секреты и научил отличать правду ото лжи, передал мудрость. Таким образом Кормак прошёл обряд королевской инициации в Другом Мире, а посвящающим был сам Мананнан Мак Лир.

## В культуре
- В мультфильме 2014 года «Песнь моря» ирландского режиссёра Томма Мура Мак Лир фигурирует как древний герой, которого его мать, волшебница Маха, превратила в камень посреди моря, не вынеся его страданий и отняв у него чувства.
- В песне "Волшебный народ Daoine Seidhe" от музыкальной фалк-рок группы Wallace Band упоминает в песне персонажа МакЛир, но в качестве воина, а не бога.

В его честь назван кратер Мананнан на спутнике Юпитера Европе.